# Resultados do Carnaval de Cabo Frio em 2011
Resultados do Carnaval de Cabo Frio em 2011.

## Grupo Especial
| Colocação | Escola           | Pontos | Ref.        |
| --------- | ---------------- | ------ | ----------- |
| 1º        | Flor da Passagem | 200,5  | [ 1 ] [ 2 ] |
| 2º        | Em Cima da Hora  | 199,3  | [ 1 ] [ 3 ] |
| 8º        | Antiga Abissínia | *      | [ 1 ]       |

## Grupo de Acesso
| Colocação | Escola                | Pontos | Nota      | Ref.  |
| --------- | --------------------- | ------ | --------- | ----- |
| 1º        | União dos Bairros     | 197,9  | Promovida | [ 1 ] |
| 2º        | Renascer de Cabo Frio | 192,3  |           | [ 1 ] |
| *         | Unidos de Aquárius    | *      | Rebaixada | [ 1 ] |

## Pleiteantes
Também chamado de "Escolas da comunidade", desfilam em seus próprios bairros, em sistema de avaliação, sem competir.
| Escola         | Nota      | Ref.  |
| -------------- | --------- | ----- |
| Arrastão da GB | Aprovada  | [ 1 ] |
| Cabeçorra      | Reprovada | [ 1 ] |